# Копаліни (Малопольське воєводство)
Копаліни (пол. Kopaliny) — село в Польщі, у гміні Новий Вісьнич Бохенського повіту Малопольського воєводства.
Населення — 553 особи (2011).
У 1975-1998 роках село належало до Тарновського воєводства.

## Демографія
Демографічна структура станом на 31 березня 2011 року:
|          | Загалом | Допрацездатний вік | Працездатний вік | Постпрацездатний вік |
| -------- | ------- | ------------------ | ---------------- | -------------------- |
| Чоловіки | 280     | 65                 | 182              | 33                   |
| Жінки    | 273     | 60                 | 159              | 54                   |
| Разом    | 553     | 125                | 341              | 87                   |